# Spatule royale
Platalea regia
Espèce
Statut CITES
Statut de conservation UICN

 LC  : Préoccupation mineure
La Spatule royale (Platalea regia) est une espèce d'oiseau qui vit dans les marais d'eau douce et d'eau salée en Australie, Nouvelle-Zélande, Indonésie, Nouvelle-Guinée et Îles Salomon et accidentellement en Nouvelle-Calédonie.

## Comportement
Elle se nourrit en balayant l'eau de son bec d'un côté à l'autre. Elle vole avec le cou en extension.